# Томпкинс (окръг, Ню Йорк)
Окръг Томпкинс (на английски: Tompkins County) е окръг в щата Ню Йорк, Съединени американски щати. Площта му е 1233 km², а населението - 104 802 души (2017). Административен център е град Итака.